# Delonix brachycarpa
Delonix brachycarpa es una especie de leguminosa de la familia Fabaceae. Se encuentra únicamente en Madagascar.

## Taxonomía
Delonix brachycarpa fue descrita por (R.Vig.) Capuron y publicado en Adansonia: recueil périodique d'observations botanique, n.s. 8(1): 16. 1968.
Etimología
Delonix: nombre genérico que deriva de las palabras griegas δηλος ( delos ), que significa "evidente", y ονυξ ( ónix ), que significa "garra", refiriéndose a la forma de los pétalos
brachycarpa: epíteto latino que significa "con fruto pequeño"
Sinonimia
- Poinciana brachycarpa R.Vig.[5]